# Cooper (Maine)
Cooper è un comune degli Stati Uniti d'America, situato nello stato del Maine, nella contea di Washington.